# Тхэян
Тон Ёнбэ (кор. 동영배, родился 18 мая 1988 года), более известен под сценическими псевдонимами Тхэян (хангыль: 태양, ханча: 太陽, означает солнце), и Sol (в Японии), — южнокорейский певец, танцор и композитор, участник группы Big Bang. После появления в музыкальном видео дуэта Jinusean на песню «A-yo», Тхэян начал стажироваться в компании YG Entertainment в 12-летнем возрасте вместе с другим участником и лидером Big Bang, G-Dragon. После шести лет обучения вокалу и танцам в стенах компании, он дебютировал в 2006 году в составе популярного корейского бойзбенда Big Bang.
Свой первый сольный альбом, под названием «Hot», Тхэян выпустил в 2008 году. Второй альбом — Solar — вышел в 2010 году и принес певцу признание публики, такими хитами как I Need a Girl (рус: мне нужна девушка) и Wedding Dress (рус: свадебное платье).
В 2014 году выходит Rise, третий альбом Тхэяна, с композицией, ставшей культовым хитом, Eyes, Nose, Lips (рус: твои глаза, нос, губы), которая принесла певцу множество наград в том числе победу в Песне Года на MAMA, MMA, Golden Disk.
В феврале 2016 года Тон Ёнбэ защитил магистерскую дипломную работу в университете Дэджин на тему «Влияние мирового тура BIGBANG 2015 [MADE] на устойчивость Корейской Волны».
В 2017 году он был назначен официальным представителем Зимних Олимпийских игр 2018.
3 февраля 2018 года состоялась свадьба певца с Мин Хёрин, об отношениях с которой он объявил летом 2015 года.

## Карьера

### 2000—2008: ранние годы и дебют в Big Bang
Первое появление Тхэяна в музыкальной индустрии произошло в клипе хип-хоп группы Jinusean на трек «A-yo». Благодаря этому он смог успешно пройти прослушивание в агентстве группы, YG Entertainment, где стал стажироваться в качестве рэпера вместе с другими юными стажерами: G-Dragon и Ким Чунсу (теперь участник группы 2PM). Позднее Тхэян вместе с G-Dragon образовали хип-хоп дуэт GDYB. В 2003 году Тхэян исполнил рэп-партию в сингле певца Wheesung, «Player».
Хотя Тхэян должен был дебютировать вместе с G-Dragon в качестве дуэта GDYB, агентство поменяло эти планы. Вместо этого, к ним присоединились ещё четыре стажера компании (T.O.P, Тэ Сон, Сынни и Чан Хёнсын), чтобы сформировать идол-группу Big Bang. Образование группы было запечатлено в виде документального фильма. Тем не менее, до их официального дебюта Хёнсын был исключён на последнем этапе отбора участников, и группа дебютировала в составе из 5 человек. Выбрав себе сценический псевдоним Тхэян (хангыль: 태양, означает солнце), певец решил оставить рэп и сосредоточится на вокале. Первый альбом группы, «Since 2007», был довольно успешен, также в него вошла первая сольная песня Тхэяна, «Ma Girl.» Группа достигла ошеломительного успеха после релиза песни «Lies» (хангыль: 거짓말; коджитмаль) из мини-альбома 2007 года, «Always», который занял верхушки хит-парадов сразу же после релиза. Синглы «Last Farewell» (хангыль: 마지막 인사; маджимак инса) из мини-альбома «Hot Issue» и «Day after Day» (хангыль: 하루하루; хару хару) из альбома «Stand Up» также расположились на первых строчках чартов.

### 2008—наши дни: становление сольной карьеры

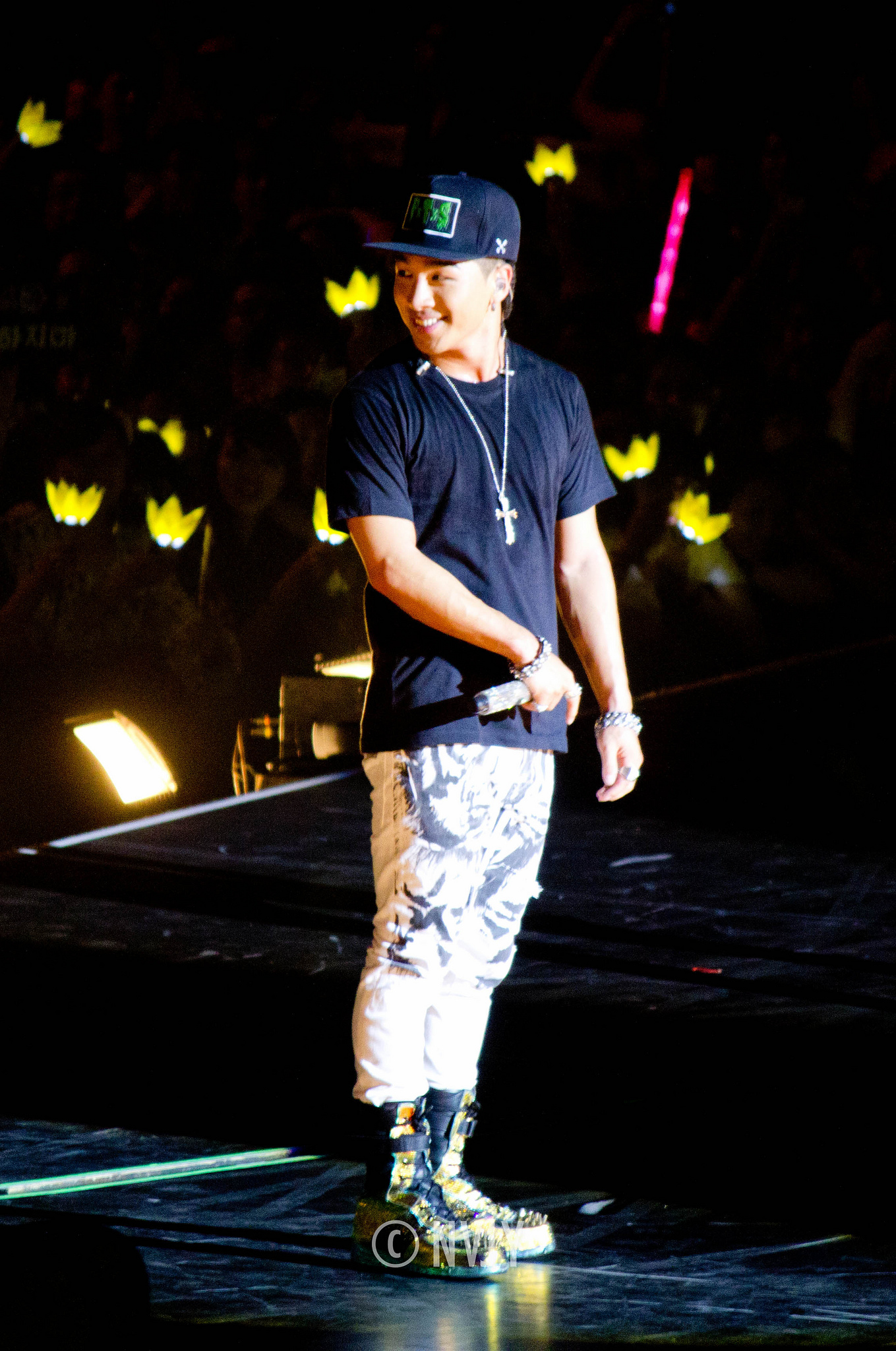
Тхэян во время концерта в рамках «Alive World Tour», сентябрь 2012 г.

Поучаствовав в записи альбома певицы Лекси, Тхэян начал подготовку к выпуску сольного альбома. Изначально релиз планировался на сентябрь 2007 года, однако, в связи с накладкой расписания группы, его пришлось отложить. Тхэян выпустил свой сольный мини-альбом «Hot» 22 мая 2008, над которым работала продюсерская команда в составе из Тедди Пака из 1TYM, Ян Хён Сока, Куша и его одногруппника G-Dragon. Отойдя от жанра хип-хоп, в котором работали Big Bang, Тхэян записал песни для своего альбома в стиле R&B, утверждая, что именно на этом он делал «главный акцент». Тем не менее, певец также выразил своё разочарование диском, потому что не написал для него ни одной песни. Тхэян заявил, что в будущем постарается поучаствовать в написании композиций, чтобы полностью передать свои мысли и идеи в музыке.
Первым сольным синглом певца стала песня «Only Look At Me» (хангыль: 나만 바라봐, наман параба), написанная Тедди и Кушем в стиле R&B. G-Dragon позднее записал «вторую часть» версии этой песни. В записи второго сингла «Prayer (хангыль: 기도)» принял участие Тедди из 1TYM. Как на первый, так и на второй синглы были сняты музыкальные видеоклипы. В поддержку альбома певец также провел первый сольный концерт «Hot». Позднее Тхэян получил две награды на 6-й церемонии «Korean Music Awards» в номинациях «Лучшая песня в стиле R&B/соул» за «Only Look At Me» и «Лучший R&B/соул альбом». Тхэян стал первым участником «идол-группы» или бойзбенда, который получил подобные награды.
На протяжении больше половины 2009 года Тхэян активно участвовал в деятельности своей группы, записав песню «Lollipop» с коллегами Big Bang по агентству, женской группой 2NE1. Позднее он вместе со своей группой отправился в Японию. По завершении деятельности Big Bang, певец вернулся в студию для подготовки своего следующего сольного проекта. В этом же году Тхэян выпустил свой первый цифровой сингл «Where U At»,, за которым последовал второй — «Wedding Dress». На обе песни были сняли видеоклипы. «Wedding Dress» заняла 3 место в онлайн опросе на голландском радио.
Релиз первого студийного альбома Тхэяна, «Solar», состоялся 1 июля 2010 года. Альбом издавался в двух версиях: «обычное издание» и «класса люкс». В обычное издание альбома вошло 11 песен, тогда как люкс-версия содержала 13 песен, включая «Only Look At Me» и «Prayer». В первый же день продаж версия издания «класса люкс» была продана в количестве 98 000 (всего тираж составлял 160 000) копий в онлайн- и офлайн-магазинах. Позднее альбом был выпущен на сайте iTunes, заняв вторую строчку в чарте iTunes «Лучшие R&B-соул альбомы» в США и первое место в этом же чарте в Канаде, благодаря чему Тхэян стал первым азиатским артистом, который смог достичь такого результата. Для промоушена альбома было выпущено два сингла: «I Need A Girl» с участием G-Dragon и Сандары Пак из 2NE1, а также «I’ll Be There».
В 2010 году Тхэян получил награды как «Лучший артист года» на церемониях «Mnet Asian Music Awards» и «Seoul Music Awards».
8 ноября 2013 года Тхэян выпустил новый сингл «Ringa Linga». А уже 3 июня 2014 года представил второй студийный альбом «Rise».

## Дискография

### Синглы
- «Ma Girl» (2006)
- «Prayer» (2008)
- «Only Look At Me» (2008)
- «Where U At» (2009)
- «Wedding Dress» (2009)
- «I Need A Girl» (2010)
- «I’ll Be There» (2010)
- «Ringa Linga» (2013)
- «Eyes Nose Lips»(2014)
- «1AM»(2014)
- Darling (2017)
- «Wake me up» (2017)
- «Vibe» (совместно с Чимином из BTS) (2023)
- "Shoong"(совместно с Лисой из Blackpink) (2023)

### Мини-альбомы
- «Hot» (2008)

### Альбомы
- «Solar» (2010)
- «Solar International» (2010)
- «Rise» (2014)
- White Night (2017)

### Живые альбомы
- Hot Live Concert Tour DVD (2008)
- Solar Live Concert Tour DVD (2010)

### Совместные синглы
| Год  | Название                                                 | Место в чарте | Место в чарте | Альбом                                           |
| Год  | Название                                                 | КОР           | ЯП            | Альбом                                           |
| ---- | -------------------------------------------------------- | ------------- | ------------- | ------------------------------------------------ |
| 2002 | «Unfold at a Higher Place» (GDYB)                        | —             | —             | 2-й альбом YG Family (Why Be Normal?)            |
| 2002 | «Everybody Get Down» (SWI.T с уч. Тхэяна)                | —             | —             |                                                  |
| 2003 | «Player» (Wheesung с уч. Тхэяна)                         | —             | —             | It’s Real                                        |
| 2006 | «Run» (Se7en с уч. Тхэяна)                               | —             | —             | 24/7                                             |
| 2006 | «Give Me Permission» (Se7en с уч. Тхэяна)                | —             | —             | Se7olution                                       |
| 2007 | «Get Up» (Лекси с уч. Тхэяна)                            | —             | —             | Rush                                             |
| 2007 | «Rush» (Лекси с уч. Тхэяна)                              | —             | —             | Rush                                             |
| 2007 | «Super Fly» (Лекси с уч. Тхэяна, G-Dragon и T.O.P)       | —             | —             | Rush                                             |
| 2007 | «Should Have Loved You Less» (Ким Чохан с уч. Тхэяна)    | —             | —             | Soul Family с Чохан                              |
| 2008 | «Real Talk» (YMGA с уч. Тхэяна)                          | —             | —             | Made in ROK                                      |
| 2009 | «Friend» (T.O.P и Тхэян)                                 | —             | —             | Сборник саундтреков к драме «Друг, наша легенда» |
| 2009 | «Korean Dream» (G-Dragon с уч. Тхэяна)                   | —             | —             | Heartbreaker                                     |
| 2009 | «Hallelujah» (T.O.P., G-Dragon и Тхэян)                  | —             | —             | Сборник саундтреков к драме «IRIS»               |
| 2010 | «Fall in Love» (Тельма Аояма с уч. Тхэяна)               | —             | 20            | Love! 2 — Сборник хитов Тельмы                   |
| 2011 | «By Instinct Remix» (Swings с уч. Тхэяна и Юн Чжон Сина) | —             | —             |                                                  |
| 2011 | «Tomorrow» (Табло с уч. Тхэяна)                          | 5             | —             | Fever’s End Part 2                               |

## Фильмография

### Фильмы
| Год  | Фильм        | Роль          |
| ---- | ------------ | ------------- |
| 2001 | Besame Mucho | эпизодическая |

### Музыкальные видео
| Год  | Название                       | Роль                 |
| ---- | ------------------------------ | -------------------- |
| 2001 | Jinusean — «AYO»               | Юная версия Шона     |
| 2002 | YG Family — «YMCA 야구단»      | Себя (эпизодическая) |
| 2003 | 1TYM — «Hot 뜨거»              | Себя (эпизодическая) |
| 2010 | Thelma Aoyama — «Fall in Love» | Себя                 |
| 2011 | Табло — «Tomorrow»             | Себя                 |
| 2012 | G-Dragon — «One of a Kind»     | Себя (эпизодическая) |
| 2013 | G-Dragon — «MichiGO»           | Себя (эпизодическая) |
| 2013 | CL — «The Baddest Female»      | Себя (эпизодическая) |

## Награды
| Год  | Награда |
| ---- | --- |
| 2008 | - 6-я Корейская Музыкальная Премия (Korean Music Awards): Лучшая R&B/соул Песня — «Only Look At Me» - 6-я Корейская Музыкальная Премия: Лучший R&B/Soul Альбом — «Hot» - Песня Года портала Naver — «Only Look At Me» |
| 2010 | - 12-я Церемония Награждения Mnet Asian Music Awards: Лучший Соло Исполнитель |
| 2011 | - 8-я Корейская Музыкальная Премия: Музыкант Года по мнению пользователей сети Интернет |

## Пояснения
1. ↑  В соответствии с кредитами, указанными в альбоме.